# Вишнёвый (Ульяновская область)
Вишнёвый — посёлок в Радищевском районе Ульяновской области, относится к Калиновскому сельскому поселению. 

## География
Расстояние до районного центра: Радищево — 32 км. 
Расстояние до областного центра: Ульяновск — 146 км.

## История
Посёлок образовался по Столыпинской реформе в 1913 году на 37 оброчной статье. Все поселение планировалось хуторским типом заселения , этому способствовала вся местность . Через всю оброчную статью проходил довольно большой ширины овраг  со множеством родников. Овраг носил название Тухлый из-за специфического запаха сероводорода. Близкое залегание сланцевых пород размывалось весенним половодьем, а майское солнце приводило к разложению породы и выделению большого количества газа. Официально название поселка долгое время было 6 отделение зерносовхоза Сызранский ,но в простонародье он так и носил название Тухлый до 1961 года. Первоначально поселок был заселен полностью потомками Хорольских казаков Полтавской губернии, которые и привезли с собой огромное количество вишневых саженцев, разведя вишневые сады по всему поселку.

## Население
| 2010 |
| ---- |
| 127  |

На 1913 год — в 16 дворах жило: 32 муж. и 29 жен.;